# Piaśnica
Piaśnica (tyska: Gross Piasnitz, kasjubiska Wiôlgô Piôsznica)  är en liten by i Pommerns vojvodskap i norra Polen. Piaśnica hade 65 invånare år 2007.

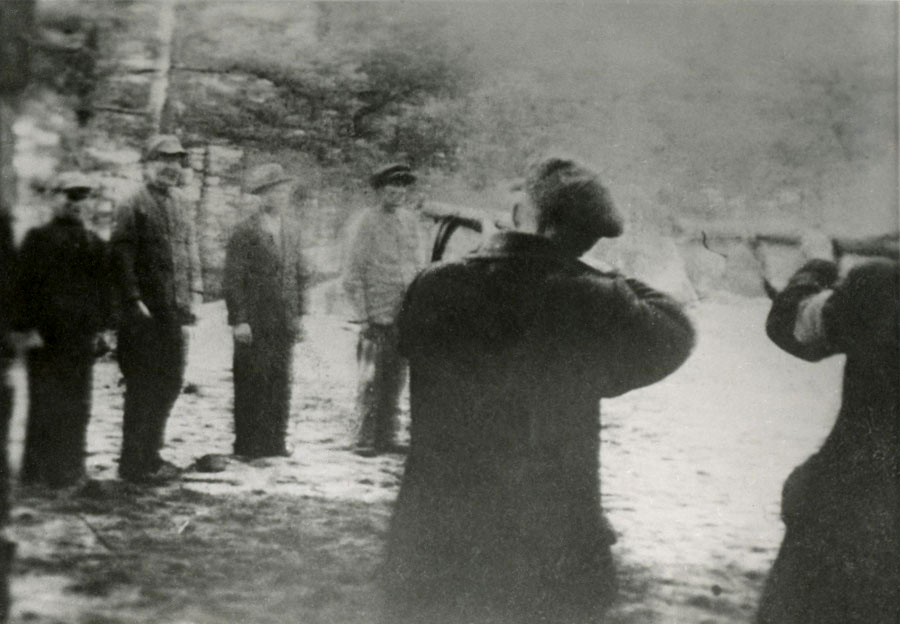
Massarkebusering i Piaśnica år 1939.

Under andra världskriget mördade SS i en intilliggande skog omkring 12 000 personer, i huvudsak polsk och kasjubisk intelligentia, men även patienter från psykiatriska institutioner.